# آبشار بویوما
آبشار بویوما (به انگلیسی: Boyoma Falls) آبشاری است که در جمهوری دموکراتیک کنگو واقع شده و ارتفاع کلی ریزشگاه آن ۲۰۰ پا یا ۶۰ متر است.